# 陶令文

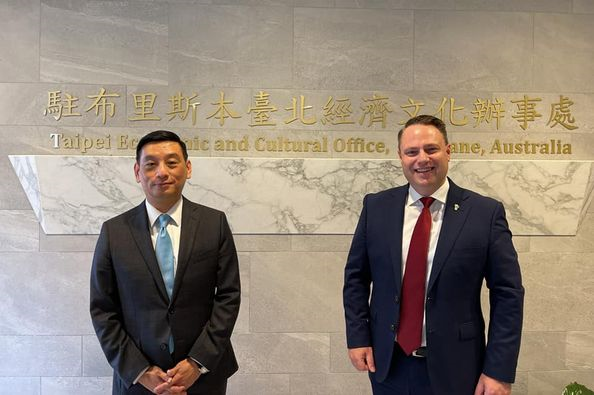
2021年9月，駐布里斯本辦事處長陶令文會見布里斯本市長阿德里安·希林納。

陶令文，中華民國外交官。陶令文的父親曾任職於中華民國駐悉尼總領事館，陶令文亦在雪梨出生。畢業於國立臺灣大學國際貿易學系學士／新聞研究所碩士，曾任雜誌特約記者，1995年進入中華民國外交部，歷任駐溫哥華臺北經濟文化辦事處秘書、外交部北美司科長、駐印尼臺北經濟貿易代表處領務組長、外交部國際傳播司專門委員、駐聖露西亞大使館公使銜參事、驻加拿大台北经济文化代表处政務組長、駐布里斯本臺北經濟文化辦事處總領事銜處長等職務，現任駐聖克里斯多福及尼維斯大使。

## 職業生涯
2021年4月，布里斯本市長希林納於市政廳大禮堂舉辦酒會，歡迎陶令文履新，在場包括希林納夫人尼納（Nina Schrinner）、副市長亞當斯（Krista Adams）等80人出席。
陶令文在擔任駐布里斯本處長期間，先後會見布里斯本市長希林納、黃金海岸市長塔特、凱恩斯市長曼寧、達爾文市長瓦茨卡利斯等人。

## 外部連結
- 今日澳洲App. . 今日悉尼. 2021年8月21日  [2022年2月21日]. （原始内容存档于2022年2月21日）.